# Josep de San Benet

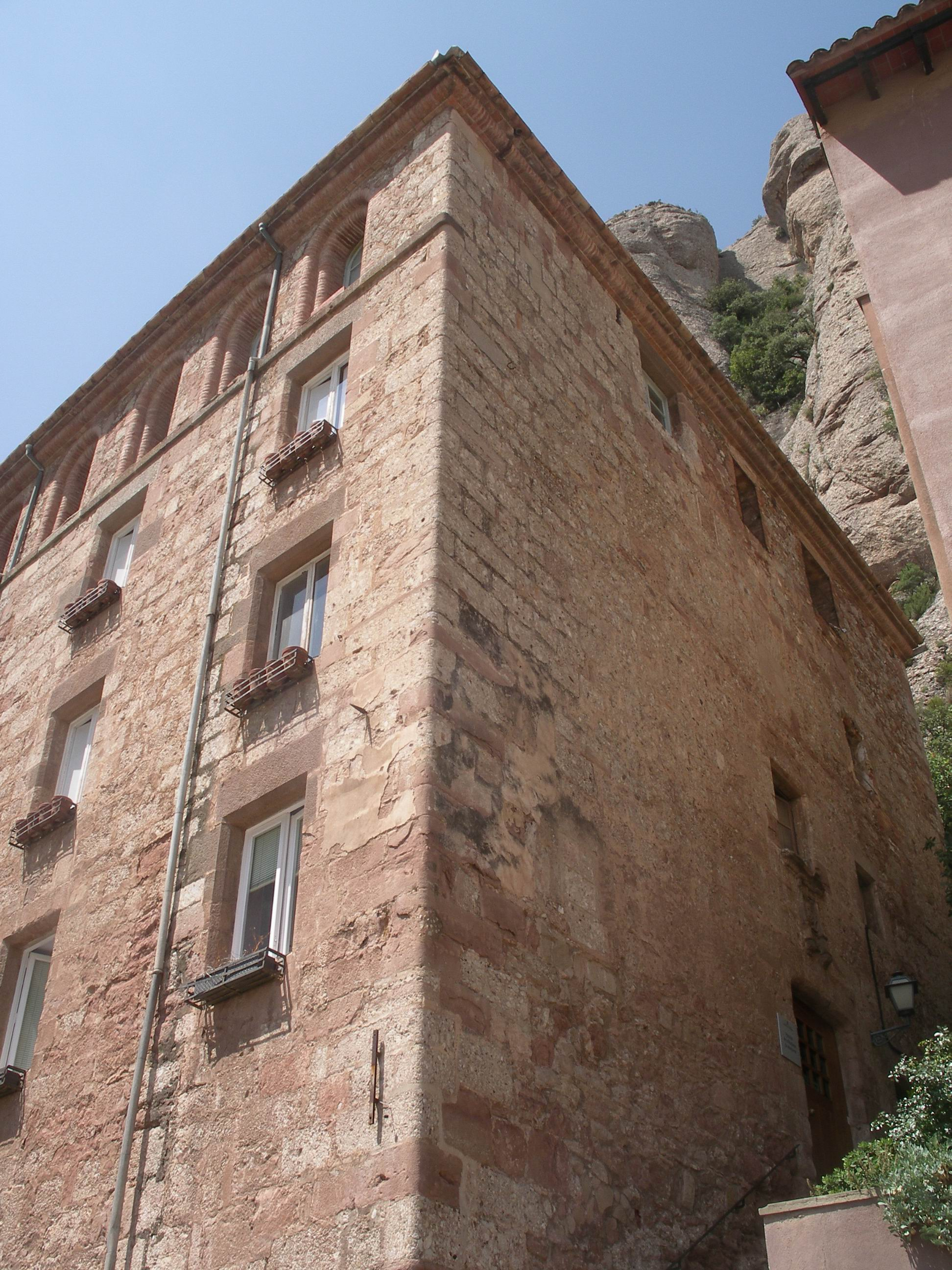
Casa de los Legos, donde vivió y murió Fra Josep.

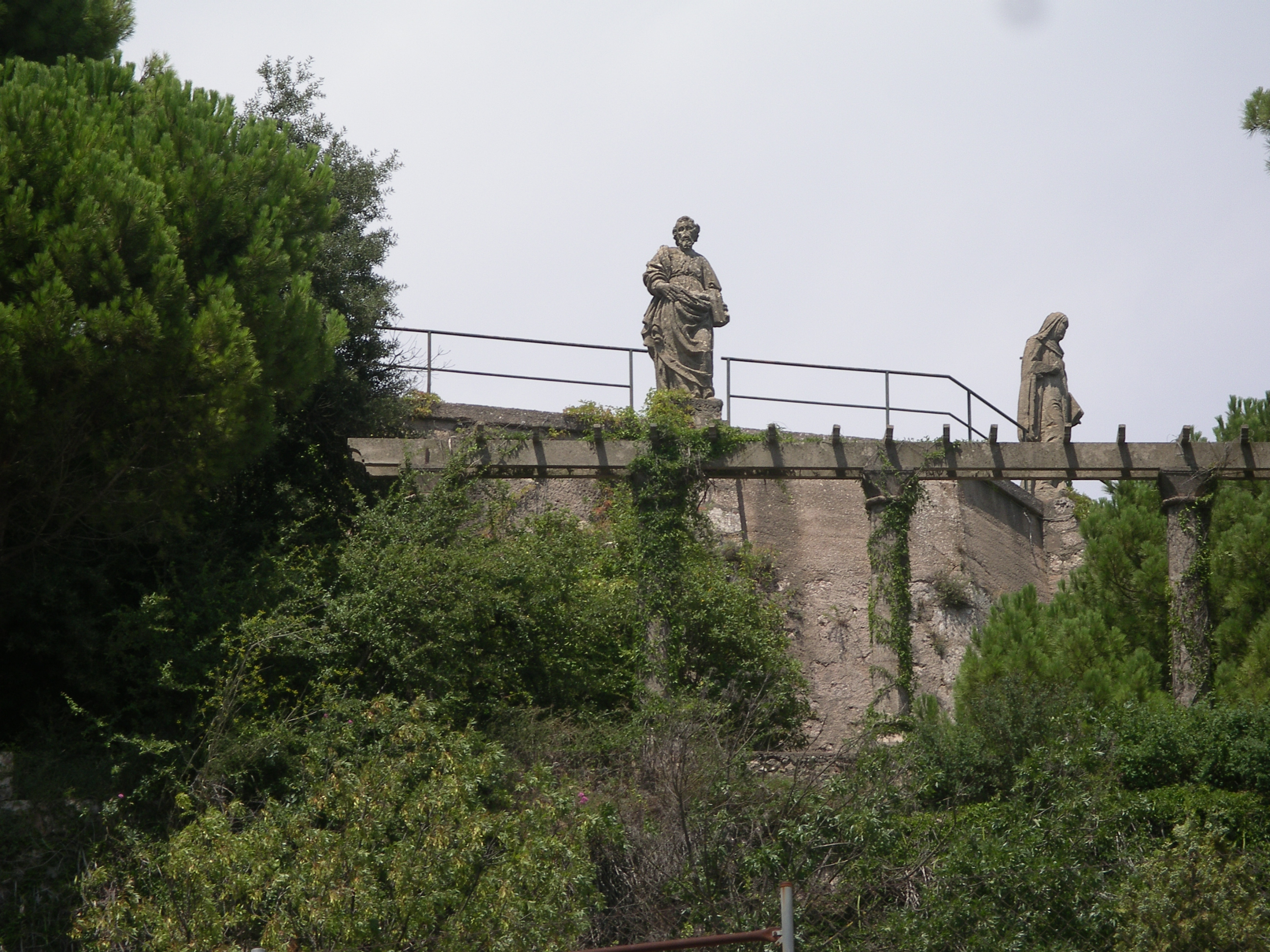
Esculturas del jardín de Montserrat, obras de Fra Josep destinadas al campanario.

Josep de San Benet (Signy-l'Abbaye, 5 de diciembre de 1654 - Monasterio de Montserrat, 18 de noviembre de 1723), conocido también como «Fray José de las Lámparas», fue hermano lego benedictino y escritor, además de escultor.

## Biografía
Nacido como Thomas Antoine Marandel el 5 de diciembre de 1654, pertenecía a una familia flamenca acomodada. De pequeño mostró inclinaciones piadosas. En 1673 de alistó en el ejército real. De paso por Cataluña, trabajó como picapedrero en el santuario de Montserrat, donde se le despertó la vocación religiosa. En 1677, tomó el hábito de hermano lego (ya que no tenía suficiente educación para entrar como monje sacerdote y apenas sabía leer). Hacía una vida ejemplar de gran austeridad y penitencia, mortificándose con cilicios y azotes, como era costumbre entonces. Pronto fue conocido como «fray José de las Lámparas».
En 1677 el monasterio le encargó las ocho esculturas que debían coronar el nuevo campanario que, finalmente, no se llegó a construir. Tres esculturas que llegaron a hacerse están hoy coronando la cisterna que se encuentra en los jardines del monasterio, en la parte trasera de la basílica. 
Aunque no tenía estudios, desde su ingreso en el monasterio comenzó a leer la Biblia y a estudiar, y pronto destacó por su conocimiento de la Escritura y la sutileza en abordar cuestiones complejas de teología y mística, capacidad que despertó la admiración de todos, llegando a ser consultado por prestigiosos teólogos. Escribió 42 tratados, 35 en latín y 7 en español, copias manuscritas de las que pronto corrieron por Europa. Son tratados místicos y ascéticos de gran altura intelectual, que lo convierte, según Anselmo M. Albareda, en «el primer místico benedictino de su siglo». Entre sus obras, editadas como Opera omnia en Madrid en 1725 (y reeditadas los años 1727, 1731, 1738 y 1755), hay una autobiografía publicada en 1746, Vida interior y 112 cartas.
Murió el 18 de noviembre de 1728. Se le atribuía, como explicación a su actividad intelectual, el carisma de la ciencia infusa, el discernimiento de espíritus, el don del consejo y la predicción del futuro. Ha sido declarado Venerable. En 1750 fue enterrado en el interior de la basílica, en la capilla de Santa Ana, donde había una lápida que indicaba el nombre y la fecha de la muerte. En la plaza del monasterio se conserva el edificio, llamado de «Fray José de las Lámparas», donde vivió, y se encuentra su celda.

## Obras sobre su vida
- El abad Benet Argeric escribió Relación de la vida y virtudes de fray Joseph de San Benito. Uno de los poemas del libro Montserrat de Jacinto Verdaguer le está dedicado: "Fray José de las Lámparas".
- En el vestíbulo de la sacristía del monasterio de Montserrat, se encuentra una escultura en bronce de Joaquim Ros, del Venerable Fra Josep de San Benet.